# Dead in the Water
Dead in the Water (Brasil: Tensão em Alto Mar ) é um filme norte-americano de 2002, dirigido por Gustavo Lipsztein.
Remake do filme Nóż w wodzie de 1962, o longa-metragem foi filmado no Brasil, com locações no estado do Rio de Janeiro. Os atores brasileiros convidados são simples coadjuvantes, enquanto o personagem brasileiro protagonista de Marcos, é interpretado por um espano-americano e não um brasileiro.

## Enredo
Gloria (Dominique Swain) é a filha norte-americana de um empresário brasileiro que está falido. Seu pai pede para se envolver amorosamente com Marcos (Sebastian DeVicente), filho de um parceiro comercial brasileiro. Gloria, que está no Brasil, convida Marcos para um passeio em alto mar, na companhia de um amigo e o seu atual namorado. Usando o iate de seu pai e acompanhada por seu namorado Danny (Scott Bairstow) e o amigo Jeffrey (Henry Thomas), Gloria é pega beijando Marcos. Danny tem um ataque de ciumes e joga Marcos na água com um salva-vidas e para assustar Marcos, ele leva o barco para uma ilha distante. Quando eles retornam para onde o deixaram, Marcos desapareceu. O pânico se espalha nos três, com as consequências de um possível afogamento, e inventam álibis para tentar descobrir uma maneira de sair desta situação. Mas a amizade termina quando Jeffrey jura amores por Gloria e tenta matar Danny, que esfaqueia Jeffrey. Neste disputa, Gloria explode o iate, matando o namorado e o amigo e fica perdida em alto mar, sem colete e bote salva-vidas. Enquanto isso, Marcos aparece vivo e aproveitando um piscina num hotel de luxo no litoral.

## Elenco
- Henry Thomas como Jeff;
- Dominique Swain como Gloria;
- Scott Bairstow como Danny;
- Sebastian DeVicente como Marcos;
- José Wilker como o pai brasileiro de Gloria;
- Renata Fronzi como a hoteleira;
- Lavínia Vlasak como a amiga de Marcos.